# 1909 en Ontario
Chronologie de l'Ontario
- 1905
- 1906
- 1907
- 1908
- 1909
- 1910
- 1911
- 1912
- 1913

Cette page concerne des événements d'actualité qui se sont produits durant l'année 1909 dans la province canadienne de l'Ontario.

## Politique
- Premier ministre :   James Whitney (Parti conservateur)
- Chef de l'Opposition: Alexander Grant MacKay (en) (Parti libéral)
- Lieutenant-gouverneur: John Morison Gibson (en)
- Législature: 12e (en)

## Événements

### Juillet
- 13 juillet : L'or a été découvert près de Cochrane.

### Octobre
- 13 octobre : Inauguration de la Police provinciale de l'Ontario.

### Décembre
- 4 décembre : La Coupe Grey est offerte par le gouverneur Albert Grey pour récompenser la meilleure équipe de Football canadien. L'Université de Toronto remporte la première coupe Grey.

## Naissances
- 20 mars : Jack Bush, peintre († 24 janvier 1977).
- 28 mai : Red Horner, joueur de hockey sur glace († 27 avril 2005).
- 23 juin ou Octobre : David Lewis, chef du Nouveau Parti démocratique († 23 mai 1981).
- 12 août : Bruce Matthews, militaire († 12 septembre 1991).
- 19 octobre : Robert Beatty, acteur († 3 mars 1992).

## Décès
- 12 mai : Michel Auger, député fédéral de Shefford au Québec (1882-1887) (° 18 novembre 1830).
- 25 décembre : George Cox (en), 26e maire d'Ottawa (° 17 novembre 1834).